# Décès en août 1950
Décès
- 1946
- 1947
- 1948
- 1949
- 1950
- 1951
- 1952
- 1953
- 1954

Pour une information complémentaire, voir la page d'aide.

| Date   | Nom            | Pays             | Activités           | Âge | Source |
| ------ | -------------- | ---------------- | ------------------- | --- | ------ |
| 4 août | Norihiro Yasue | Drapeau du Japon | Militaire japonais. | 64  |        |